# Nyamata Genocide Memorial Centre
Nyamata Folkmordsminnescenter är ett nationellt minnesmärke och Unesco världsarv i Rwanda till minne av folkmordet i Rwanda 1994 mot folkgruppen tutsier. Här ligger de tusentals tutsier som dog begravda.  